# Gnophos ciscaucasica
Gnophos ciscaucasica là một loài bướm đêm trong họ Geometridae.